# Roberto José Tavella
Roberto José Tavella, más conocido como Monseñor Tavella , (Concordia, Entre Ríos, Argentina, 26 de febrero de 1893 - Salta, Argentina, 21 de mayo de 1963) fue un docente y religioso católico salesiano que ejerció como arzobispo de Salta durante 29 años y que fue partícipe del Concilio Vaticano II.
Elevada la diócesis de Salta a la categoría de arquidiócesis el 20 de septiembre de 1934, ese mismo día el papa Pío XI lo designó como primer arzobispo de Salta. Fue consagrado obispo el 17 de febrero de 1935 y tomó posesión de la sede el 23 de febrero de 1935.
Fundó el primer Instituto de Humanidades (Bachillerato Humanista Moderno) de Latinoamérica en la ciudad de Salta y la Universidad Católica de Salta. Gestionó ante el papa que la catedral de Salta fuera reconocida como basílica.
En su homenaje llevan el nombre de Monseñor Tavella una avenida de su ciudad natal y otra de la ciudad de Salta. En el Paseo Güemes y en la entrada del Instituto de Humanidades de Salta hay dos bustos de él. La Arquidiócesis de Salta declaró al año 2013 como "año tavelliano" por el cincuentenario de su muerte. En el mes de mayo de ese año hubo varios actos en su homenaje en Salta y en Buenos Aires.

## Biografía
Nació el 26 de febrero de 1893 en Concordia, Entre Ríos, sus padres fueron Jerónimo Tavella y Rosa Malvasio de Tavella. El 6 de marzo de 1893 es bautizado en su ciudad natal en la Iglesia Parroquial San Antonio de Padua por el sacerdote José de Gracia, su madrina fue su hermana Asunción Tavella, y su padrino, su primo, Ricardo Tavella. A comienzos de 1904, ingresa al colegio salesiano de Don Bosco de Buenos Aires y un año más tarde ingresa al Noviciado. En 1910 hace profesión religiosa en la Consagración Salesiana y cuatro años después obtiene el título de profesor normal nacional.
Es ordenado sacerdote el 25 de mayo de 1918 y un año más tarde escribe el libro "Historia de la Patria". En 1921 es nombrado rector de la Escuela Normal Salesiana de Bernal y tres años más tarde es designado Asesor del Círculo de Obreros Católicos de Bernal y en ese año, publica el libro "Las Misiones Salesianas de la Pampa". En 1926 publica un libro de la biografía de Monseñor Santiago Costamagna y un año después, en el gran Buenos Aires es designado director del Colegio Salesiano de san Nicolás de los Arroyos. Es designado primer Rector del Instituto Teológico Salesiano en 1929 y dos años después del colegio Santa Catalina de Buenos Aires y en ese mismo año crea la fundación Unión Padres de Familia y en Chile, es nombrado visitador extraordinario del Estudiantado Teológico Salesiano de ese país. En 1933, funda el Sindicato de Maestros Católicos e inicia la publicación de la "Biblioteca de Doctrina Católica".
El 24 de febrero de 1935 es nombrado Primer Arzobispo de Salta. En ese año funda en Salta la federación de Maestros y Profesores Católicos, en agosto,  por primera vez, preside los cultos del Señor del Milagro y el 11 de octubre aparece en el primer número del diario "El Pueblo". El 23 de octubre en asiste en Lima al Congreso Eucarístico Nacional Peruano en representación del Episcopado Argentino. El 7 de junio de 1937 funda el Instituto San Felipe y Santiago, de Estudios Históricos de Salta. En 1939 viaja a Roma y el 24 de mayo se entrevista con el Papa Pío XII y logra que la Catedral de Salta sea elevada al rango de Basílica. En 1943 consigue el Jubileo de Plata de su ordenación sacerdotal. Renueva su Pacto de fidelidad al Señor del Milagro debido al centenario del terremoto de 1844 y en ese año funda la Congregación de Hermanas de la Inmaculada Concepción (Hermanas Azules).

En 1948 crea el primer Instituto de Humanidades de Latinoamérica en la ciudad de Salta y como este carecía de profesores de idiomas de los cuales se enseñarían, Latín, Griego antiguo, Francés e Italiano, hizo traer profesores de Italia, Córdoba y Tucumán para que enseñasen allí a otros profesores, por lo que el Instituto de Humanidades, futuro Bachillerato Humanista Moderno, primero funcionó como instituto de profesores, recién en 1952 se les abrieron las puertas a los alumnos y desde ese momento pasó a llamarse Bachillerato Humanista Moderno.
El 21 de julio de 1953, el Papa Pío XII lo designa su Legado para la Coronación de la Virgen de las Lágrimas. En 1954 viaja a Europa para cumplir con la Visita ad Limina Apostolorum, el Bachillerato Humanista Moderno. En 1956 establece la Legión de María en la Arquidiócesis de Salta. Consigue su Jubileo Episcopal y Arquidiocesano en 1960. En 1961, gracias a su gestión el Papa Juan XXIII crea la Diócesis de San Ramón de la Nueva Orán. Pública los comentarios a la Summa Teológica": empezó revisando la traducción, y terminó traduciendo y agregando contexto a la misma.
En el contexto de los conflictos internos de la Argentina, en febrero de 1962 publica el libro "Exhortación a la Paz" y unos meses después viaja a Roma para participar en el Concilio Ecuménico Vaticano II.
Desde 22 de febrero a los primeros días de marzo de 1963, viajó a Roma para agilizar los trámites a favor de la Universidad Católica. El 9 de marzo convocó a una conferencia de presa para anunciar para anunciar la apertura de la universidad.
Luego el 19 de marzo de 1963 decretó la creación de la Universidad Católica de Salta, en la conferencia concluyó con este mensaje: “Está, pues en manos de los salteños apoyar esta obra en todos sus alcances porque sus beneficios refluirán sobre Salta entera que volverá, como en épocas gloriosas, a ser la capital intelectual del norte”. Culminando su carrera pastoral. El 21 de mayo fallece en la ciudad de Salta a horas 16:10. Sus restos mortales son sepultados a los pies del Señor del Milagro, en la Catedral de Salta.

## Escudo episcopal
El escudo episcopal de monseñor Tavella lleva como lema la frase Supra Montem Posita, que se traduce del latín como Puesta sobre la montaña, en referencia a la cruz en la que Jesús murió en el monte Calvario y a los cerros salteños.